# Anjouan zászlaja
Anjouan zászlaja Anjouan egyik nemzeti jelképe.
A zászlót 1998. február 25-én vezették be.
Az Anjouani Szultánság már a 19. században vörös zászlót használt, amelyet a jobb kéz és a félhold díszített.
A Kelet-Afrika partvidékén és az Indiai-óceán szigetein sorakozó arab gyarmatok színe évszázadokon keresztül a vörös volt, a félhold pedig természetesen itt is az iszlám vallásra utal.